# الأسرة المصرية السادسة والعشرون
الأسرة السادسة والعشرون (أو الأسرة السايسية) من تاريخ مصر. بحسب نسخة أفريكانوس، الأمينة في معظمها، لمجلد مانيتو، بالأسرة تألفت من تسع ملوك أولهم ستفيناتس (أي تف ناخت الثاني) وآخرهم پسماتيكوس الثالث. أفريكانوس كان صحيحا حين ذكر أن پسماتيكوس الأول ونخاو الأول حكما مصر للمدتين 54 عاماً وثمانية أعوام.
الأسر السادسة والعشرون، وحتى الحادية والثلاثون تسمى العصر المتأخر من تاريخ مصر القديمة كان مقر حكمها سايس.

## قائمة ملوك الأسرة
| الفرعون        | تواريخ         |
| -------------- | -------------- |
| تف ناخت الثاني | 380 - 362 ق.م. |
| نخاو با        | 678 - 672 ق.م. |
| نخاو الأول     | 672 - 664 ق.م. |
| إبسماتيك الأول | 664 - 610 ق.م. |
| نخاو الثاني    | 610 - 595 ق.م. |
| بسماتيك الثاني | 595 - 589 ق.م. |
| وح إب رع       | 589 - 570 ق.م. |
| أحمس الثاني    | 570 - 526 ق.م. |
| بسماتيك الثالث | 526 - 525 ق.م. |

يعتقد أن الأسرة السادسة والعشرين تنحدر من الأسرة الرابعة والعشرين، فربما كان إبسماتيك الأول من أحفاد با كن رع نف، وبعد الغزوات الآشورية في عهد طهارقة وتنتاماني، اعترف به كملك أوحد على كل مصر. ولدى انشغال الدولة الآشورية بالثورات والحرب الأهلية مول السيطرة على العرش، قام پسماتيك بقطع صلاته بالآشوريين، وعقد تحالفات مع غيغس ملك ليديا، وجند مرتزقة من كاريا واليونان لمقاومة الغارات الآشورية.
ومع تدمير نينوى في 612 ق.م. وسقوط الدولة الآشورية، حاول پسماتيك وخلفاؤه إعادة بسط نفود مصر في الشرق الأدنى، إلا أنهم رُدوا بواسطة البابليين بقيادة نبوخد نصر الثاني. وبمساعدة المرتزقة اليونانيين تمكن وح إب رع من صد محاولات البابليين لغزو مصر. إلا أن الفرس هم من تمكنوا من غزو مصر.